# Dortmundi Sparkassen-sakkverseny
A dortmundi Sparkassen-sakkverseny (Dortmunder Sparkassen Chess-Meeting) évente tartott elit sakktorna a németországi Dortmundban. Egyike a három legrégebben folyamatosan megrendezésre kerülő és legnagyobb presztízsű versenynek a Corus sakktorna és a linaresi sakktorna mellett.
Csak meghívottak vehetnek részt és csak a legerősebb nagymestereket hívják meg. Csak egy nem meghívásos, hanem megszerezhető hely van a versenyen, amelyet a szintén évente, legalább 2550 Élő-ponttal rendelkező sakkozók számára tartott moszkvai Aeroflot nyílt verseny győztese nyer el.
A tornát általában körmérkőzéses, vagy dupla körmérkőzéses formában rendezik.
A 2002-es verseny azért volt kiemelkedő, mert egyben ez volt a 2004-es klasszikus sakkvilágbajnokság világbajnokjelölti versenye, amelyet Lékó Péter nyert meg, a döntőben legyőzve Veszelin Topalovot. A 2008. június 28. és július 6. közt tartott versenyt szintén Lékó nyerte. 2009-ben Vlagyimir Kramnyik győzött, immár kilencedik alkalommal.

## Eddigi győztesek
| #   | Év   | Győztes                   |
| --- | ---- | ------------------------- |
| (1) | 1928 | Fritz Sämisch             |
| (2) | 1951 | Albéric O'Kelly de Galway |
| (3) | 1961 | Mark Tajmanov             |
|     |      |                           |
| 1   | 1973 | Heikki Westerinen         |
| 2   | 1974 | Victor Ciocâltea          |
| 3   | 1975 | Heikki Westerinen         |
| 4   | 1976 | Oleg Romanyisin           |
| 5   | 1977 | Jan Smejkal               |
| 6   | 1978 | Ulf Andersson             |
| 7   | 1979 | Tamaz Giorgadze           |
| 8   | 1980 | Raymond Keene             |
| 9   | 1981 | Gennagyij Kuzmin          |
| 10  | 1982 | Vlastimil Hort            |
| 11  | 1983 | Mihai Suba                |
| 12  | 1984 | Yehuda Gruenfeld          |
| 13  | 1985 | Jurij Razuvajev           |
| 14  | 1986 | Ribli Zoltán              |
| 15  | 1987 | Jurij Balasov             |
| 16  | 1988 | Smbat Lputian             |
| 17  | 1989 | Jefim Geller              |
| 18  | 1990 | Alekszandr Csernyin       |
| 19  | 1991 | Igor Stohl                |
| 20  | 1992 | Garri Kaszparov           |
| 21  | 1993 | Anatolij Karpov           |
| 22  | 1994 | Jeroen Piket              |
| 23  | 1995 | Vlagyimir Kramnyik        |
| 24  | 1996 | Vlagyimir Kramnyik        |
| 25  | 1997 | Vlagyimir Kramnyik        |
| 26  | 1998 | Vlagyimir Kramnyik        |
| 27  | 1999 | Lékó Péter                |
| 28  | 2000 | Vlagyimir Kramnyik        |
| 29  | 2001 | Vlagyimir Kramnyik        |
| 30  | 2002 | Lékó Péter                |
| 31  | 2003 | Viktor Bologan            |
| 32  | 2004 | Visuvanádan Ánand         |
| 33  | 2005 | Arkadij Naiditsch         |
| 34  | 2006 | Vlagyimir Kramnyik        |
| 35  | 2007 | Vlagyimir Kramnyik        |
| 36  | 2008 | Lékó Péter                |
| 37  | 2009 | Vlagyimir Kramnyik        |
| 38  | 2010 | Ruszlan Ponomarjov        |
| 39  | 2011 | Vlagyimir Kramnyik        |
| 40  | 2012 | Fabiano Caruana           |
| 41  | 2013 | Michael Adams             |
| 42  | 2014 | Fabiano Caruana           |
| 43  | 2015 | Fabiano Caruana           |

## Fordítás
- Ez a szócikk részben vagy egészben  a   Dortmund Sparkassen Chess Meeting című angol Wikipédia-szócikk ezen változatának fordításán alapul.  Az eredeti cikk szerkesztőit annak laptörténete sorolja fel. Ez a jelzés csupán a megfogalmazás eredetét és a szerzői jogokat jelzi, nem szolgál a cikkben szereplő információk forrásmegjelöléseként.